# Bắc Kạn (thành phố)
Bắc Kạn là thành phố tỉnh lỵ cũ của tỉnh Bắc Kạn, Việt Nam.

## Lịch sử
Thị xã Bắc Kạn được thành lập vào tháng 7 năm 1901, khi đó vừa là tỉnh lỵ tỉnh Bắc Kạn, vừa là châu lỵ châu Bạch Thông. Thị xã trở thành trung tâm hành chính, kinh tế, chính trị, quân sự, văn hóa của tỉnh Bắc Kạn. Các cơ quan đầu não bộ máy cai trị của chính quyền thực dân phong kiến đều đóng ở đây.
Lúc mới thành lập, thị xã chỉ có một cụm dân cư thưa thớt sống trong một dãy phố nhỏ. Một thời gian sau, theo quy định của chính quyền thực dân, phong kiến, thị xã Bắc Kạn có 3 phố chính: Định Bình, Hoài Ân và Tòng Hóa.
Đến năm 1949, thị xã được mở rộng thành 5 phố: Đội Kỳ, Đội Thân, Minh Khai, Chí Kiên, Đức Xuân, lấy theo tên các chiến sĩ cộng sản, các nhà yêu nước đã anh dũng hy sinh cho sự nghiệp giải phóng dân tộc.
Năm 1965, tỉnh Bắc Kạn sáp nhập với tỉnh Thái Nguyên thành tỉnh Bắc Thái.
Ngày 14 tháng 4 năm 1967, Hội đồng Chính phủ quyết định sáp nhập thị xã Bắc Kạn vào huyện Bạch Thông, thị xã trở thành thị trấn huyện lỵ của huyện Bạch Thông.
Ngày 16 tháng 7 năm 1990, Hội đồng Bộ trưởng ban hành Quyết định số 262-HĐBT về việc tái lập thị xã Bắc Kạn. Theo đó, tách các phố Nà Mày, Đội Thân, Đức Xuân, Đội Kỳ, Phùng Chí Kiên của thị trấn Bắc Kạn (trừ phố Minh Khai chuyển về xã Huyền Tụng); các bản Phiêng Luông, Tổng Tò, Khuổi Rờm, Nà Rào của xã Dương Quang và Bản Áng của xã Huyền Tụng để tái lập thị xã Bắc Kạn trực thuộc tỉnh Bắc Thái.
Thị xã Bắc Kạn gồm có 3 phường: Đức Xuân, Phùng Chí Kiên, Sông Cầu.
Ngày 6 tháng 11 năm 1996, tỉnh Bắc Kạn được tái lập, thị xã Bắc Kạn trở lại là tỉnh lỵ tỉnh Bắc Kạn.
Ngày 31 tháng 5 năm 1997, sáp nhập thị trấn Minh Khai và 4 xã: Dương Quang, Huyền Tụng, Nông Thượng, Xuất Hóa thuộc huyện Bạch Thông vào thị xã Bắc Kạn; chuyển thị trấn Minh Khai thành phường Nguyễn Thị Minh Khai.
Ngày 2 tháng 8 năm 2012, thị xã Bắc Kạn được công nhận là đô thị loại III.
Cuối năm 2014, thị xã Bắc Kạn có 4 phường: Đức Xuân, Nguyễn Thị Minh Khai, Phùng Chí Kiên, Sông Cầu và 4 xã: Dương Quang, Huyền Tụng, Nông Thượng, Xuất Hóa.
Ngày 11 tháng 3 năm 2015, Ủy ban Thường vụ Quốc hội ban hành Nghị quyết số 892/NQ-UBTVQH13. Theo đó, chuyển 2 xã Xuất Hóa và Huyền Tụng thành 2 phường có tên tương ứng và chuyển thị xã Bắc Kạn thành thành phố Bắc Kạn.
Lúc này, Thành phố Bắc Kạn có 13.688 ha diện tích tự nhiên, 56.818 nhân khẩu với 8 đơn vị hành chính trực thuộc, gồm 6 phường: Đức Xuân, Huyền Tụng, Nguyễn Thị Minh Khai, Phùng Chí Kiên, Sông Cầu, Xuất Hóa và 2 xã: Dương Quang, Nông Thượng.
Tháng 6 năm 2025, thành phố Bắc Kạn tách thành 2 phường là Bắc Kạn và Đức Xuân thuộc tỉnh Thái Nguyên với diện tích và dân số như sau:
- Phường Bắc Kạn được thành lập trên cơ sở nhập toàn bộ diện tích tự nhiên, quy mô dân số của phường Sông Cầu (diện tích tự nhiên là 3,96 km², dân số là 10.192 người), phường Phùng Chí Kiên (diện tích tự nhiên là 3,34 km², dân số là 8.016 người), xã Nông Thượng (diện tích tự nhiên là 22,08 km2, dân số là 3.811 người) và phường Xuất Hóa (diện tích tự nhiên là 42,63 km², dân số là 3.368 người) của thành phố Bắc Kạn.
- Phường Đức Xuân được thành lập trên cơ sở nhập toàn bộ diện tích tự nhiên, quy mô dân số của phường Nguyễn Thị Minh Khai (diện tích tự nhiên là 12,71 km², dân số là 6.266 người), phường Huyền Tụng (diện tích tự nhiên là 16,20 km², dân số là 5.278 người) và phường Đức Xuân (diện tích tự nhiên là 5,55 km², dân số là 11.116 người) của thành phố Bắc Kạn.

## Địa lý
Trước khi giải thể, thành phố Bắc Kạn nằm ở trung tâm tỉnh Bắc Kạn, cách thủ đô Hà Nội 164 km về phía bắc, có vị trí địa lý:
- Phía nam giáp huyện Chợ Mới
- Các phía còn lại giáp huyện Bạch Thông.

### Khí hậu
Thành phố Bắc Kạn nằm ở phía đông bắc Việt Nam nên khí hậu có 4 mùa phân biệt rõ rệt: Xuân, Hạ, Thu, Đông.
| Dữ liệu khí hậu của Bắc Kạn                                  | Dữ liệu khí hậu của Bắc Kạn | Dữ liệu khí hậu của Bắc Kạn | Dữ liệu khí hậu của Bắc Kạn | Dữ liệu khí hậu của Bắc Kạn | Dữ liệu khí hậu của Bắc Kạn | Dữ liệu khí hậu của Bắc Kạn | Dữ liệu khí hậu của Bắc Kạn | Dữ liệu khí hậu của Bắc Kạn | Dữ liệu khí hậu của Bắc Kạn | Dữ liệu khí hậu của Bắc Kạn | Dữ liệu khí hậu của Bắc Kạn | Dữ liệu khí hậu của Bắc Kạn | Dữ liệu khí hậu của Bắc Kạn |
| Tháng                                                        | 1                           | 2                           | 3                           | 4                           | 5                           | 6                           | 7                           | 8                           | 9                           | 10                          | 11                          | 12                          | Năm                         |
| ------------------------------------------------------------ | --------------------------- | --------------------------- | --------------------------- | --------------------------- | --------------------------- | --------------------------- | --------------------------- | --------------------------- | --------------------------- | --------------------------- | --------------------------- | --------------------------- | --------------------------- |
| Cao kỉ lục °C (°F)                                           | 30.8 (87.4)                 | 35.8 (96.4)                 | 36.4 (97.5)                 | 37.3 (99.1)                 | 40.5 (104.9)                | 39.4 (102.9)                | 37.8 (100.0)                | 37.4 (99.3)                 | 36.7 (98.1)                 | 34.2 (93.6)                 | 32.9 (91.2)                 | 31.9 (89.4)                 | 40.5 (104.9)                |
| Trung bình ngày tối đa °C (°F)                               | 19.1 (66.4)                 | 19.9 (67.8)                 | 23.1 (73.6)                 | 27.3 (81.1)                 | 31.2 (88.2)                 | 32.3 (90.1)                 | 32.4 (90.3)                 | 32.4 (90.3)                 | 31.4 (88.5)                 | 28.6 (83.5)                 | 25.0 (77.0)                 | 21.6 (70.9)                 | 27.0 (80.6)                 |
| Trung bình ngày °C (°F)                                      | 14.8 (58.6)                 | 16.1 (61.0)                 | 19.3 (66.7)                 | 23.1 (73.6)                 | 26.2 (79.2)                 | 27.4 (81.3)                 | 27.5 (81.5)                 | 27.1 (80.8)                 | 25.9 (78.6)                 | 23.1 (73.6)                 | 19.3 (66.7)                 | 16.0 (60.8)                 | 22.2 (72.0)                 |
| Tối thiểu trung bình ngày °C (°F)                            | 12.1 (53.8)                 | 13.7 (56.7)                 | 16.9 (62.4)                 | 20.3 (68.5)                 | 22.7 (72.9)                 | 24.1 (75.4)                 | 24.4 (75.9)                 | 24.1 (75.4)                 | 22.6 (72.7)                 | 19.8 (67.6)                 | 15.9 (60.6)                 | 12.6 (54.7)                 | 19.1 (66.4)                 |
| Thấp kỉ lục °C (°F)                                          | −0.9 (30.4)                 | 2.4 (36.3)                  | 4.9 (40.8)                  | 10.4 (50.7)                 | 14.9 (58.8)                 | 16.5 (61.7)                 | 18.7 (65.7)                 | 19.8 (67.6)                 | 13.7 (56.7)                 | 8.5 (47.3)                  | 4.0 (39.2)                  | −1.0 (30.2)                 | −1.0 (30.2)                 |
| Lượng Giáng thủy trung bình mm (inches)                      | 22 (0.9)                    | 29 (1.1)                    | 55 (2.2)                    | 113 (4.4)                   | 184 (7.2)                   | 272 (10.7)                  | 280 (11.0)                  | 277 (10.9)                  | 149 (5.9)                   | 86 (3.4)                    | 42 (1.7)                    | 19 (0.7)                    | 1.527 (60.1)                |
| Số ngày giáng thủy trung bình                                | 9.2                         | 9.8                         | 13.2                        | 14.2                        | 15.5                        | 17.4                        | 19.1                        | 18.9                        | 13.0                        | 10.1                        | 7.3                         | 5.9                         | 153.6                       |
| Độ ẩm tương đối trung bình (%)                               | 81.7                        | 81.4                        | 83.0                        | 83.3                        | 82.1                        | 84.0                        | 85.7                        | 86.3                        | 84.3                        | 82.8                        | 82.1                        | 81.0                        | 83.1                        |
| Số giờ nắng trung bình tháng                                 | 68                          | 54                          | 61                          | 95                          | 167                         | 157                         | 174                         | 175                         | 181                         | 154                         | 127                         | 115                         | 1.528                       |
| Nguồn: Vietnam Institute for Building Science and Technology |                             |                             |                             |                             |                             |                             |                             |                             |                             |                             |                             |                             |                             |

## Hành chính
Thành phố Bắc Kạn có 8 đơn vị hành chính cấp xã trực thuộc, bao gồm 6 phường: Đức Xuân, Huyền Tụng, Nguyễn Thị Minh Khai, Phùng Chí Kiên, Sông Cầu, Xuất Hóa và 2 xã: Dương Quang, Nông Thượng.

## Giao thông
Nơi đây có tuyến quốc lộ 3 chạy qua, nối liền với Cao Bằng, Thái Nguyên và Hà Nội, nhánh quốc lộ 3B nối liền với Lạng Sơn và Quốc lộ 279 nối liền với tỉnh Tuyên Quang và tỉnh Lạng Sơn.

### Các tuyến phố chính:
- Trường Chinh
- Trần Hưng Đạo
- Võ Nguyên Giáp
- Chiến Thắng Phủ Thông
- Phùng Chí Kiên
- Đức Xuân
- Đội Kỳ
- Nguyễn Thị Minh Khai
- Hùng Vương
- Thái Nguyên
- Kon Tum
- Hoàng Trường Minh
- Nguyễn Văn Tố
- Hoàng Văn Thụ
- Thanh Niên.
- Nguyễn Văn Thoát
- Dương Mạc Hiếu
- Bàn Văn Hoan
- Nông Quốc Chấn
- Tây Minh Khai

## Thành phố kết nghĩa
- Thành phố Kon Tum, tỉnh Kon Tum